# Friedl Rinder
Friedl Rinder est une joueuse d'échecs allemande née le 20 novembre 1905 et morte le 3 juin 2001. Elle fut championne d'Allemagne en 1939 et championne d'Allemagne de l'Ouest en 1949, 1955, 19656 et 1959. Elle disputa  le championnat du monde d'échecs féminin en 1939 à Buenos Aires et finit à quatrième place avec 15 points en 19 parties et reçut le titre de maître international féminin en 1957.
En 1959 et 1961, elle participa au tournoi des candidates (elle marqua 4,5 points 14 en 1959 en Bulgarie et 5,5/17 en 1961 en Yougoslavie).